# CRピンクレディー
CRピンクレディーは、2002年9月に大一商会が開発、発売したCR機デジパチ。歌手のピンク・レディーを主人公としたタイアップパチンコ機。同社の『CR天才バカボン』で人気だったゲーム性を引き継いでおり、当時の大一機種としては『CR天才バカボン』が持っていた自社の売上記録を塗り替えるヒット機となった。また、本機のヒットを受けて、ピンクレディー自身の人気も再上昇し、再々々々結成のきっかけともなった。

## 特徴
- 1/2確率変動タイプ。
- キャラクターは、ピンク結成当時のイメージイラストやアニメキャラではなく、本機用に新たにデザインされたものを使用。かなりデフォルメされたため幼顔のピンクとなっている。
- リーチ時、大当たり時にはピンクの当時のヒット曲が流れる。これらは当時のレコード音源のように聴こえるが、ピンク本人らによって本機用として新録されたものである。
- 役物はワープルートからの打球を磁石でスタートチャッカー入賞をサポートする「リプレイ機能」を採用。
- 確率変動図柄でリーチがかかったのに最終的に通常図柄で当たるといういわゆる『成り下がり当たり』がない。
- 大一より「ミュージック・エンターテイメントシリーズ」の第1弾と銘打たれている。
- 停電トラブル対応のレジューム機能搭載。内部的に大当たり処理等がビジーになると「停電復旧中」と画面に表示される場合がある。
- 大容量キャラクターデータロム（512Mbit）、大容量サウンドロム（32Mbit）を搭載。

## スペック
| 型式 | 大当たり確率   | 確変割合 | 賞球数  | ラウンド数           | 時短                      |
| ---- | -------------- | -------- | ------- | -------------------- | ------------------------- |
| X    | 1/326.5→1/65.3 | 50%      | 4&11&15 | 15ラウンド10カウント | 確変終了後100回           |
| W    | 1/359.5→1/65.4 | 50%      | 4&11&15 | 15ラウンド10カウント | 全ての大当たり終了後100回 |
| WE   | 1/350.5→1/63.7 | 50%      | 4&11&15 | 15ラウンド9カウント  | 全ての大当たり終了後100回 |

※ 大当たり確率数値は全てメーカー発表値。

## 演出
『CR天才バカボン』で人気だった演出が多く引き継がれている。
- 予告演出
  - ステップアップ予告を採用。「ステージライト（予告の予告）」→「モンスター」→「UFO」→「ピンク・レディー」→「デカペッパー」→「オールキャスト」。普段は黄色のモンスターが白い場合は期待度アップ（ただし「ペッパー警部」で終了（ハズレ）もアリ）。

サウスポーリーチはステップ2のみ、メドレーリーチはステップ3以上から発生のチャンスがある。
また、ステップ4のデカペッパーが画面下へ降りた際、ナビボードが登場することがある。液晶上部の「P」「I」「N」「K」のランプが止まったところに書かれている曲のリーチに直接発展のチャンス（法則崩れも存在）。
- - スベリ予告は2種類（「UFOスベリ」（ステップ2以上から発生のチャンスあり）と「ピンクレディースベリ」（ステップ3（ピンクレディー登場））以上から発生のチャンスがある）。

特に後者（ピンクレディースベリ）は登場の時点で「リーチ確定」、さらに決めポーズの瞬間に下からステージがせり上がると期待度の高い「メドレーリーチ」への発展も期待できる　
- - 巨大UFO連続出現予告（連続予告） 変動開始直後～左図柄停止直前の間にハデな音とともに画面上部に巨大UFOが出現する（最大4連）。回数が多いほど期待度は高まるが、たとえ4連でもハズレの場合もある。確変直撃音（ピピピピンクレディ）は、このUFO出現中のみ発生する。
- 他演出

　PINKフラッシュ（期待度アップ）：左右図柄停止時に液晶上部の「PINK」部が激しくフラッシュする。
　スペシャルテンパイ音：「リーチ」のボイスが「ピンクレディー」に変化する。
　ヒップアタック：ペッパー警部前半中にミー&ケイが図柄にヒップアタックする。
　ピンクバルーン：図柄変動中にピンクレディのアドバルーンが揚がる。
　ダイヤモンドフラッシュ：液晶の上部が白色に光る（大当たり確定）。 ただし、液晶に注目していると見逃すこともある。
- 背景

　夜明け（海）⇒朝（海）⇒昼（スタジアム）⇒夕方（スタジアム）⇒夜の順に移行。法則崩れで大当たりが確定する。
　プレミアム背景として砂漠背景とバカボン背景（どちらも確変確定）があった。
そのうち「夜」での大当たりは確率変動大当たり確定。前作『-バカボン』では「雨上がりリーチ」の評判が悪かったため、本作では「夜」からの背景チェンジの「夜明けチャンス」演出にて確率変動大当たりの期待が持てるようになっている。
※通称「メリハリ」（大一のPL板で使われていた言葉）
夜から朝への画面の切り替わりは、通常は他の背景の切り替わりと同じ速さだが、稀に「パッ」と変わることがある。
これは夜背景の時に通常当たりを引いたために、背景を朝に切り替えているため。
- - 大当たり直撃音（「トゥルルルン」）を採用。
  - デジタル始動時、全てのミニキャラ登場は大当たり確定、さらに「法則崩れパターン」も存在した（スタジアム背景…ミニUFO　海背景…モグラ　夜背景…クジラ）

## 登場人物
ピンク・レディー
主人公。ミー（左）とケイ（右）による2人組アイドル。当時の衣装と振付で歌って踊りまくる。
モンスター
予告キャラのひとつ。役目は『CR天才バカボン』でいうウナギイヌにあたり、たまに白いこと（通称「白モン」）がある。信頼度は下がっており、『ペッパー警部』リーチで終わることもある。

## CRピンクレディー・セカンドツアー
CRピンクレディー・セカンドツアーは、2007年に大一商会が開発、発売したデジパチタイプのパチンコ機。

### 概要
- 当機の展示発表会が2007年4月10日、グランドハイアット東京にて開催された。ピンク･レディー本人もイベントに参加した。
- 前作同様、本機のために歌はレコーディングし直している（新録）。
- 本機より新枠「X-GEAR」を投入。
- 初当たりが非確変の場合は時短がなく、確変でもおよそ半分は電チューサポートがない潜伏状態となる複雑なモード移行システムを搭載していた。

### スペック
| 型式 | 大当たり確率    | 確変割合           | 賞球数    | ラウンド数          | 時短                                        |
| ---- | --------------- | ------------------ | --------- | ------------------- | ------------------------------------------- |
| XT   | 1/336.5→1/33.65 | 69%（うち突確10%） | 3&4&10&13 | 15ラウンド9カウント | 電チューサポート中の通常大当たり終了後100回 |
| XS   | 1/99.25→1/19.85 | 70%（うち突確10%） | 3&4&10&12 | 4ラウンド10カウント | 電チューサポート中の通常大当たり終了後30回  |

## CRピンクレディー2011
CRピンクレディー2011は、2011年3月に大一商会が発表したデジパチタイプのパチンコ機。

## 関連商品
- 『必殺パチンコステーションV5 ピンクレディー』（サンソフト、2002年10月31日、プレイステーション2用ゲームソフト）